# Scopula vitiosaria
Scopula vitiosaria là một loài bướm đêm trong họ Geometridae.